# Maurice Branche
Maurice Branche est un homme politique français né le 22 juin 1746 à Paulhaguet (Haute-Loire) et décédé le 3 avril 1822 à Riom (Puy-de-Dôme).
Avocat, il est député du tiers état aux États généraux de 1789 pour la sénéchaussée de Riom. Il est nommé conseiller à la cour d'appel de Riom sous le Consulat.

## Sources
- « Maurice Branche », dans Adolphe Robert et Gaston Cougny, Dictionnaire des parlementaires français, Edgar Bourloton, 1889-1891 [détail de l’édition]